# Conversion à l'islam

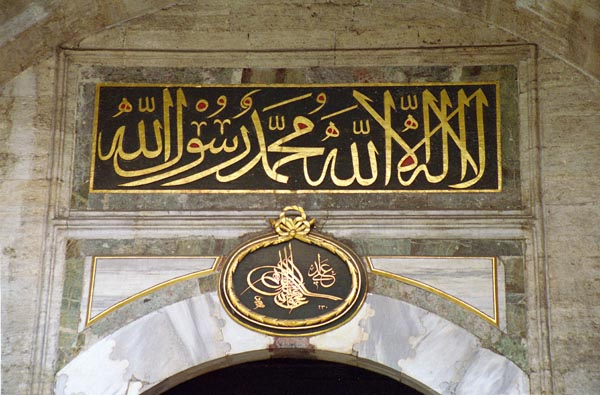
Profession de foi inscrite au linteau d'une entrée du palais de Topkapi à Istanbul

La conversion à l'islam est l'adoption des croyances et des rites musulmans. Sur un plan formel, cette conversion s'effectue en récitant — avec sincérité — la profession de foi musulmane, la chahada (en arabe : ٱلشَّهَادَة aš-šahāda) ou double attestation, de l'unicité de Dieu et de la mission prophétique de Mahomet.

## Généralités

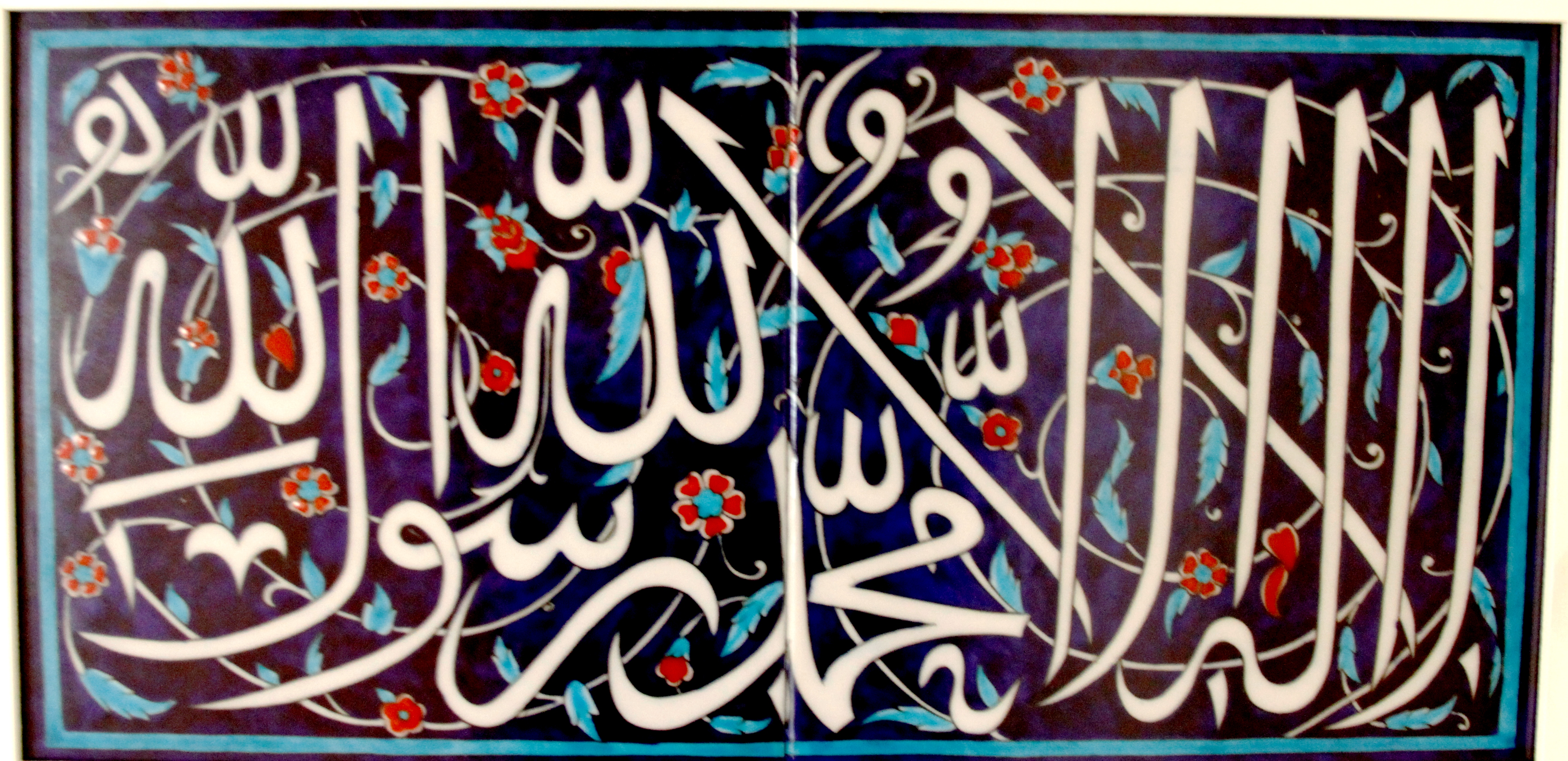
Inscription de la chahada sur une céramique, Iznik, Turquie

La formule arabe à prononcer pour se convertir, la chahada, est « Achḥadou an lâ illâḥa illa-llâḥ, wa-achḥadou anna Mouḥammadan rassoûlou-llâḥ », ce qui signifie : « J'atteste qu'il n'y a pas de divinité (digne d'adoration) excepté Allah, et j'atteste que Mahomet est le Messager d'Allah ».
La présence de deux témoins musulmans n'est requise que pour des raisons probatoires.
Lorsqu'un adulte décide d'embrasser la foi musulmane, que ce soit un athée ou un croyant d'une autre religion, l'individu doit réciter lui-même la chahada ou la répéter. Il existe théoriquement la nécessité de vouloir librement se convertir (en arabe niyya), laquelle est éventuellement précédée d'un acte de purification par ablutions appelé tahara avant de prononcer la chahada dans le cadre de la conversion.
Outre l'attestation de foi, qui est le premier pilier de l'islam, le nouveau musulman doit se conformer aux quatre autres piliers, à savoir :
- prier selon l'Islam (salât) ;
- verser l'aumône (zakât) ;
- effectuer le jeûne (saoum) lors du mois béni de ramadan ;
- aller en pèlerinage à La Mecque (Hajj) au moins une fois dans sa vie, si le croyant en a la possibilité.

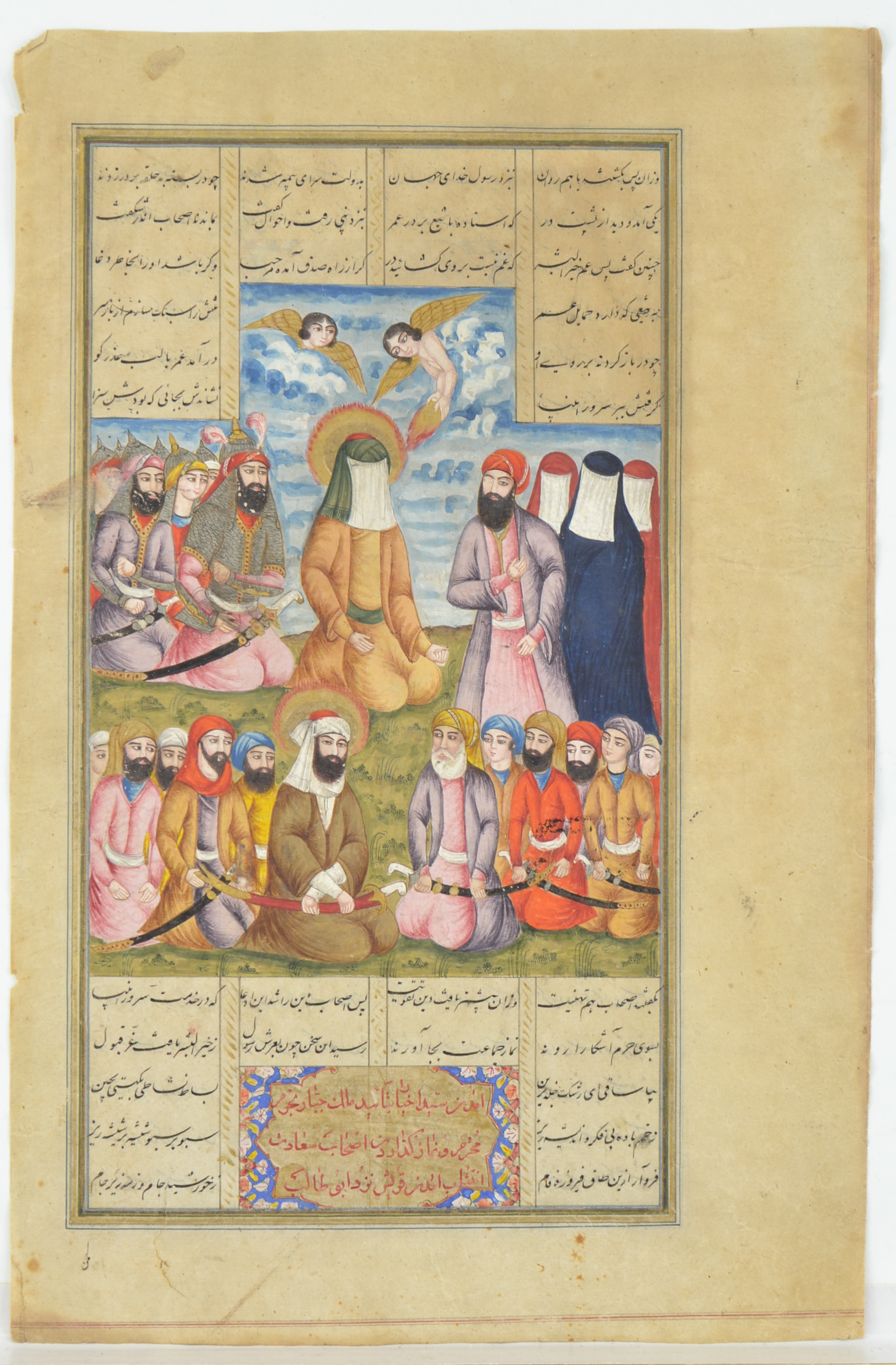
Umar convertissant à l'islam

À cela vient s'ajouter l'acceptation des autres préceptes de l'islam. Conformément au verset 256 de la deuxième sourate (Al-Baqarah, la vache) du Coran, qui affirme qu'il n'y a pas de contrainte en religion, une conversion forcée est frappée de nullité. La conversion doit constituer un acte libre et volontaire.
L'islam n'opère pas de distinction entre le musulman converti et le « musulman de naissance », dans la mesure où l'islam est considéré comme la « religion naturelle » de tout être humain, contenue dans la fitra (la saine nature).
La question de l'obligation de circoncision s'appliquant aux musulmans est très discutée selon les écoles, avec un consensus toutefois que « La circoncision est davantage une pratique des musulmans qu’une pratique de l’islam». Son application au converti recueille elle aussi des positions divergentes, certains docteurs de l'islam considérant que la circoncision est obligatoire à tout âge, pour l'enfant « né » musulman comme pour l'adulte mâle qui se convertit.
Dans les pays musulmans, un certificat de conversion peut être exigé pour pouvoir se marier avec un musulman ou une musulmane ou encore entrer en Arabie Saoudite aux fins de pèlerinage et/ou de visite pieuse à La Mecque et à Médine .

## Histoire

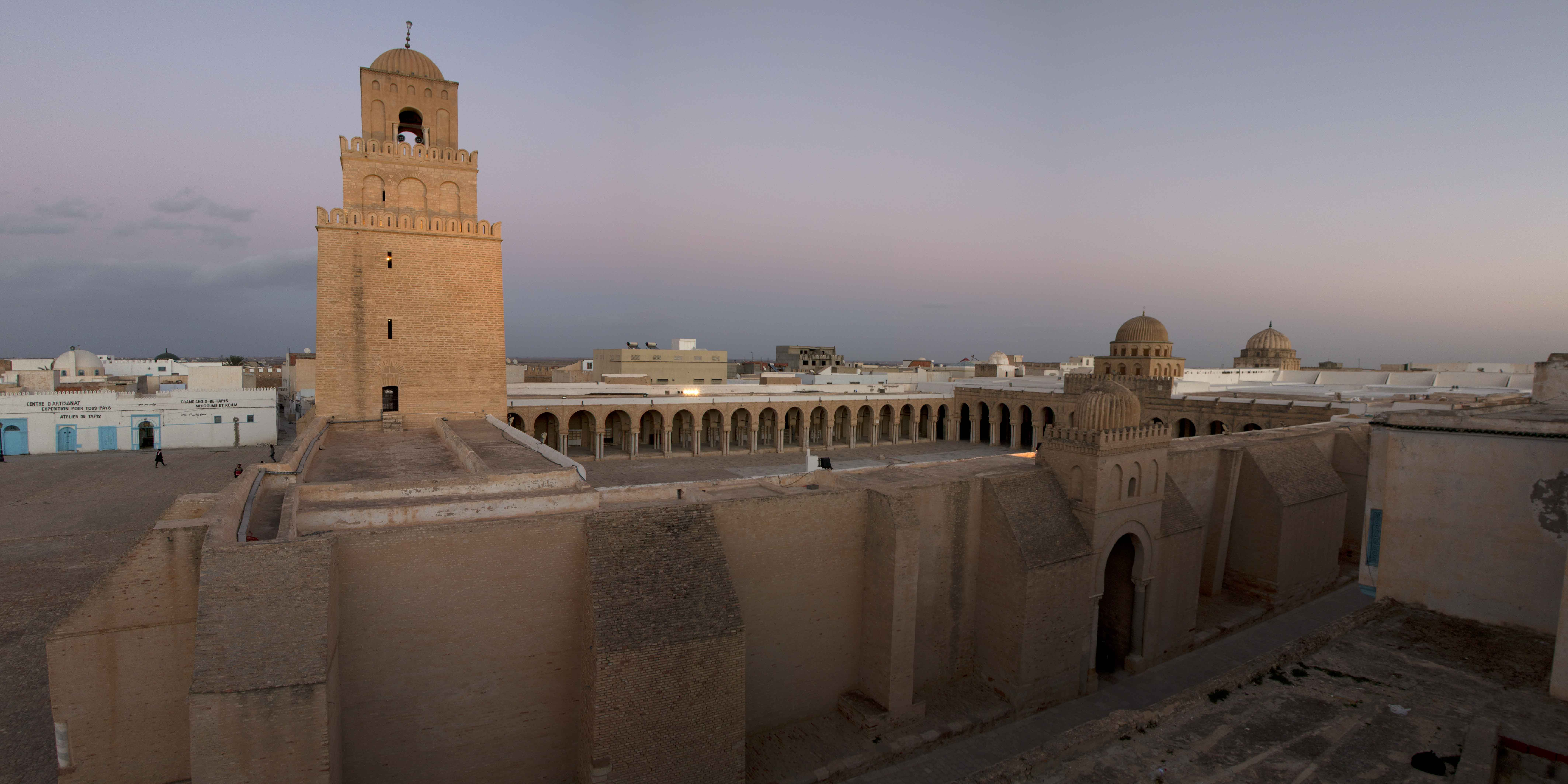
Vue de la grande mosquée de Kairouan, en Tunisie. Fondée en 670 par le conquérant arabe Oqba Ibn Nafi, elle est la première mosquée de l'Occident musulman et constitue un symbole de la propagation de l'islam vers le Maghreb.

L'historienne Jacqueline Chabbi explique que les conversions à l'islam étaient difficiles au début pour les non-Arabes car : « l’islam tribal était resté non convertisseur. Pour devenir musulman il fallait parvenir à se rattacher à un clan issu d’une tribu de la péninsule arabique […] car le religieux était vécu comme l’appartenance à une alliance, le wala’ qui passait d’abord par les hommes avant d’autoriser le rattachement à un dieu. C’est sous leurs successeurs [aux Omeyyades], les Abbasides [sic] (pourtant eux aussi d’origine mekkoise), que s’effectue la sortie du tribalisme et que se construit (du IXe siècle au Xe siècle) l’islam-religion sur le modèle des religions proche-orientales préexistantes, produisant à la fois un ritualisme, un juridisme, et une spiritualité qui correspondaient aux attentes des sociétés non tribales ».
Néanmoins, pour Malek Chebel, des débuts de l'islam aux premières dynasties, l'islamisation était au programme de l'État impérial,. La diffusion de cette religion hors du monde arabe serait en partie liée aux flux migratoires et commerciaux croissants venant de pays à population fortement musulmane, ces populations émigrées exerçant le prosélytisme dans leur pays d'accueil. Dans le cas de la Perse, puis de l'Inde, du Maghreb et de l'Espagne, les guerres d'expansion arabes ont pris le relais.

### Premiers convertis

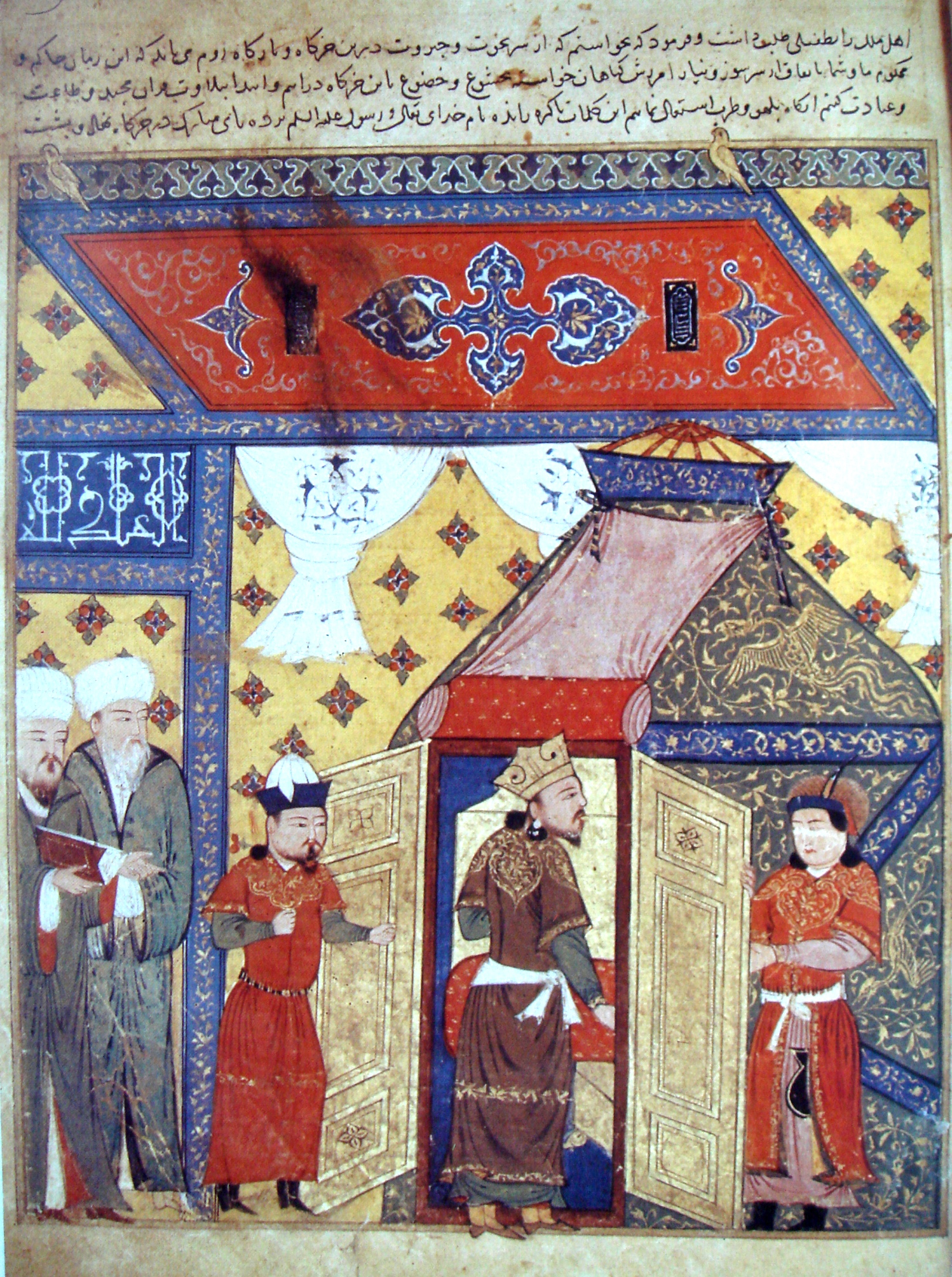
Conversion de Ghazan à l'islam. Jami al-tawarikh de Rashid al-Din.

Les premières personnes qui se convertiront à l'islam, autrement dit qui accorderont foi au message que transmet Mahomet sont, d'après la majorité des récits, Khadija son épouse, Ali ibn Abi Talib son cousin et Abou Bakr, son compagnon et meilleur ami. Viennent ensuite le fils adoptif de Mahomet, Zayd bin Harithah, Bilal (serviteur, d'origine éthiopienne, d'Abou Bakr).
Outre Bilal, les premiers non-Arabes à avoir accepté l’islam du vivant de Mahomet seraient Suhayb ar-Rumi (dont le surnom Rumi indique l'origine romaine)[réf. nécessaire] et Salman le Perse.

## Conversions forcées
Selon l'historien Bernard Lewis, il y aurait eu peu de conversions forcées durant les premiers siècles de conquêtes islamiques, la persuasion ayant suffi,. Dès l'avénement de l'islam, Mahomet a donné à deux des tribus juives de Médine le choix entre la conversion et l'exil, tandis que les Banu Qurayza eurent le choix entre la conversion et la mort. Par la suite, ajoute Lewis, le monde musulman fixa dans ses institutions et ses règles légales « trois inégalités fondamentales, du maître et l'esclave, de l'homme et de la femme, du croyant et de l'incroyant ». Dans ce dernier cas, et contrairement aux deux premières inégalités, le choix est laissé aux individus de prendre ce statut inférieur, auquel ils peuvent mettre un terme en se convertissant. Mais Lewis souligne que, au fond, il était plus simple, dans la société musulmane des débuts, d'être un homme libre et incroyant que d'être femme ou esclave. Ce qui pourrait, selon lui, expliquer que l'on ait marqué plus fortement l'infériorité de l'incroyant. Les Juifs ou chrétiens, considérés comme Gens du Livre, pouvaient devenir des dhimmis, statut d'infériorité (avec l'obligation de payer l'impôt de la jiziya et une limitation des droits juridiques et sociaux) mais ce statut leur apportait également « tolérance et protection »,. La situation a été plus difficile pour les zoroastriens, qui n'étaient pas des gens du Livre. Quant aux autres religions, elles n'ont à choisir qu'entre la mort, l'islam ou l'esclavage, souvent les deux derniers ensemble. Ce sont les raisons pour lesquelles l'histoire regorge de conversions forcées à l'islam, du Moyen Âge à nos jours,,,,.
De nos jours les conversions forcées à l'islam restent une réalité, sans que les sources mentionnées ici avancent de chiffre précis. C'est particulièrement le cas pour les femmes pakistanaises,,, ou en Afrique. En Malaisie, une jurisprudence a éclairci le cas des enfants convertis par leurs parents, tandis qu'en France, l'obligation indirecte mais de facto de conversion à l'islam faite par certaines mairies aux membres de couples franco-marocains a été dénoncée en 2012.

## Statistiques actuelles

### Localisation
80 % des musulmans vivent en dehors de la région d'Afrique du Nord et du Moyen-Orient (MENA) où se trouvent les pays arabophones, un cinquième d’entre eux vivant dans des pays à minorité musulmane ; ainsi, la communauté musulmane d'Inde est la troisième du monde en nombre (derrière celles du Pakistan et de l'Indonésie), et on trouve davantage de musulmans en Chine qu’en Syrie ; le nombre des musulmans en Russie (une vingtaine de millions) dépasse le total des musulmans de Libye (6,5 millions) et de la Jordanie (10 millions), tout cela étant bien entendu à comparer aux effectifs totaux des pays en question, ce que permet le site Nationmaster.[pertinence contestée]

### Conversions
Les statistiques concernant le nombre de conversions à l'islam et d'apostasies de l'islam sont rares, d'autant plus que l'apostasie est passible de mort dans nombre de pays musulmans,,. Toutefois, les statistiques suggèrent que cette religion connaît approximativement autant d'arrivées que de départs.

#### Conversions en Occident

##### Profil: surreprésentation des femmes et des jeunes
Il n'y a pas en Europe et en Australie de profil-type des convertis à l'islam, qui représentent une grande pluralité en ce qui concerne la religion ou croyance d'origine — athéisme, agnosticisme, judaïsme, christianisme —, l'origine sociale, les motivations, et les pratiques adoptées,.
Toutefois, les femmes représentent une part disproportionnée et / ou à la hausse des convertis à l'islam dans de nombreux pays occidentaux. Selon les chercheurs basés à l'Université britannique de Swansea, sur approximativement 100 000 personnes qui sont entrées dans la foi musulmane au Royaume-Uni entre 2001 et 2011, 75 % étaient des femmes. Aux États-Unis, plus de femmes hispaniques se convertissent à l'islam que d'hommes hispaniques ; la part globale des femmes dans les conversions à l'islam aux États-Unis est passée de 32 % en 2000 à 41 % en 2011. Les jeunes femmes constituent environ 80 % de convertis à l'islam en Lituanie. Selon Susanne Leuenberger de l'Institut des études avancées dans les sciences humaines et les sciences sociales à l'Université de Berne en Suisse, les femmes représentent environ 60-70 % de conversions à l'islam en Europe.
Un autre phénomène constaté en 2016 est le rajeunissement très net des personnes converties, dès l'âge de 15 ou 16 ans, avec aux Pays-Bas un pic des conversions vers l'âge de 20 ans.
Daesh a beaucoup communiqué pour propager l'image stéréotypée des convertis tous adeptes d'un l'islam radical, et la proportion de ces convertis au sein des organisations terroristes est (était ?) en effet très supérieure à leur part dans la population musulmane globale. Mais le phénomène reste marginal, ne représentant qu'environ 1 % des convertis à l'islam. Certains chercheurs pensent toutefois qu'il existe un réel attrait récent pour un islam radical, qu'il soit violent ou non, avec des explications diverses : réactions à l'islamophobie ayant découlé des attentats, besoin de reconnaissance en se montrant « plus musulman que le prophète », ou encore attrait pour un cadre structuré, manichéen, et prêt-à-penser, « le spirituel [étant] directement intégré à la vie quotidienne ».
Globalement, les motivations sont très variées. Si dans les années 1980 et 1990, le soufisme et sa voie mystique concernait la majorité des conversions à l’islam, les modes d'accès se sont ensuite considérablement diversifiés. La conversion peut correspondre au résultat d'une quête spirituelle, à une révélation mystique, une réflexion politique, à l'attrait pour une communauté religieuse jugée plus accueillante, ou à des considérations non religieuses, plus « relationnelles » ou « instrumentales ».

##### France
En France, selon une étude de l'INED et de l'Insee publiée en octobre 2010, il y aurait de 70 000 à 110 000 convertis,,,, et 3 500 personnes se convertiraient à l'islam par an. Djelloul Seddiki, directeur de l'Institut de théologie El Ghazali de la Grande Mosquée de Paris, avance, lui, le nombre total d'un million de convertis en France en 2013. Tous ces chiffres sont néanmoins à considérer avec prudence, car, malgré des dérogations possibles, les statistiques ethnico-religieuses sont interdites en France,, si bien que ces estimations sont « invérifiables empiriquement ».
« La conversion à l’islam en France a la particularité d’être une démarche souvent mal comprise qui suscite la controverse ».
Parmi les théologiens musulmans célèbres qui sont des convertis à l'islam en France, on peut notamment citer le professeur Eric Younous diplômé de l'université islamique de Médine en « Droit musulman et ses fondements » et en « Langue arabe », ou le philosophe Éric Geoffroy. Et parmi les célébrités qui se sont converties à l'islam en France, on peut mentionner le général Jacques de Menou de Boussay, l'explorateur Louis du Couret, le militaire Joseph Sève, le chorégraphe Maurice Béjart, l'homme politique Roger Garaudy, la chanteuse Diam's, les footballeurs Nicolas Anelka, Frédéric Kanouté, Franck Ribéry, Paul Pogba, les rappeurs Akhenaton, Kery James, Gims, Abd al Malik, Kaaris.

##### Royaume-Uni
Au Royaume-Uni, le nombre de convertis à l'islam est passé d'environ 60 000 en 2001 à plus de 100 000 en 2011. Environ 5 200 hommes et femmes ont adopté l'islam en 2011, dont 1 400 à Londres avec là aussi une majorité de femmes puisque près des deux tiers étaient des femmes. Plus de 70 pour cent de ces convertis étaient des Blancs et l'âge moyen de conversion de 27 ans.

##### États-Unis
Aux États-Unis, en 2017, les convertis à l'islam seraient environ 600 000, soit 21 % des 3,3 millions de musulmans américains, avec une forte proportion d'Afro-américains (64 %) qui depuis les années 1910, au travers de différents mouvements ont fait de l'islam qu'ils ont acculturé un moteur de la lutte contre le racisme. Parmi les autres groupes ethniques enregistrés dans le pays, les Blancs et les hispaniques représenterait respectivement 22 % et 12 % des effectifs des convertis.